# Mitsuko Uchida
Dame Mitsuko Uchida, Mitsuko Uchida (内田光子, Uchida Mitsuko), DBE (Tóquio, 20 de dezembro de 1948) é uma pianista japonesa naturalizada britânica.
É especialmente conhecida pelas suas atuações de Mozart e Schubert.
Participou em muitas orquestras de renome, gravou um vasto repertório com várias editoras discográficas, ganhou inúmeros prémios e honras (incluindo Dame Commander of the Order of the British Empire em 2009), e desde 2013 é Diretora Artística do Festival de Marlboro e da Escola de Música, a única música que é exclusivamente diretora artística desde o cofundador Rudolf Serkin, e também dirigiu várias grandes orquestras. Multipremiada, já foi distinguida com dois Grammophone Award e dois Grammy Award.

## Biografia
Nascida em Atami, uma cidade à beira-mar perto de Tóquio, no Japão, Uchida mudou-se para Viena quando tinha 12 anos, com os pais, que eram diplomatas. Matriculou-se na Universidade de Música e Arte Dramática de Viena para estudar com Richard Hauser, e depois com Wilhelm Kempff e Stefan Askenase, e permaneceu em Viena para estudar quando o seu pai foi transferido para o Japão cinco anos depois. Uchida deu o seu primeiro recital vienense aos 14 anos no Musikverein em Viena. Estudou também com Maria Curcio, a última aluna favorita de Artur Schnabel.34
Em 1969 ganhou o primeiro prêmio do Concurso de Piano de Beethoven em Viena e em 1970 o segundo do Concurso de Piano Frédéric Chopin. Mais tarde, em 1975, também ganhou o segundo prêmio do Concurso de Piano de Leeds.
Em 1998 Uchida foi o diretor musical do Ojai Music Festival em colaboração com o diretor e violinista David Zinman. Em 1999 tornou-se diretora artística da School of Music e do Festival de Marlboro juntamente com o pianista Richard Goode. Desde 2013 que se tornou a única diretora artística.5 Dirigiu também várias orquestras relevantes.
É uma artista famosa das obras de Mozart, Beethoven, Schubert, Chopin, Debussy e Schoenberg. Gravou todas as sonatas (um projeto que ganhou o Gramophone Prize em 1989) e os concertos de piano de Mozart com a Orquestra de Câmara Inglesa, dirigido por Jeffrey Tate. A sua gravação do Concerto para Piano de Schoenberg com Pierre Boulez ganhou outro Prêmio Gramophone. Uchida destaca-se pelas suas gravações do concerto completo de piano de Beethoven com Kurt Sanderling na batuta, as mais recentes sonatas para piano de Beethoven e o ciclo de piano de Schubert. É também uma intérprete de renome das obras da Segunda Escola de Viena.
De 2002 a 2007 foi artista residente da Orquestra de Cleveland, onde dirigiu atuações de todos os concertos de piano de Mozart. Dirigiu também a Orquestra de Câmara Inglesa, a partir do teclado.
Atuou com a soprano Felicity Lott e a Orquestra de Cleveland na temporada 2005-2006.
Atua no conselho de administração da Fundação Borletti-Buitoni, uma organização que ajuda jovens artistas a desenvolverem as suas carreiras profissionais e a promoverem a sua projeção internacional.
A sua gravação de 2009 dos concertos de piano de Mozart nos 23 e 24, em que dirigiu a Orquestra de Cleveland, bem como desempenhou a parte solo, ganhou o Grammy Award em 2011. Esta gravação foi o início de um projeto para gravar todos os concertos de piano de Mozart pela segunda vez, dirigindo a Orquestra de Cleveland a partir do piano. Outras gravações para este projeto foram lançadas em 2011, 2012 e 2014.
Pela sua excelente carreira foi escolhida como pianista em residência com a Filarmónica de Berlim na sua temporada 2009-2010 e, com esta orquestra de tão grande importância a nível mundial, gravou o cinco concerto para piano de Ludwig Van Beethoven e o concerto para piano de Robert Schumann. Mitsuko é um dos grandes artistas da nossa época, reconhecido mundialmente pela sua cultura e conhecimento em tudo relacionado com o mundo da música e com uma técnica impressionante, leva o virtuosismo ao piano para outro nível.
Uchida também contribui com fundos para o Borletti-Buitoni Trust, uma organização criada para ajudar jovens artistas a desenvolver e manter as suas carreiras internacionais.
Em 2012, recebeu a Medalha de Ouro da Royal Philharmonic Society11 (em 2003 já tinha recebido o Prêmio Anual de Música da sociedade); Os anteriores vencedores incluem Johannes Brahms (1877), Frederick Delius e Sir Edward Elgar (1925), Richard Strauss (1936), Igor Stravinsky (1954), Benjamin Britten e Leonard Bernstein (1987).